# Вінфрід Отто Шуман
Вінфрід Отто Шуман (нім. Winfried Otto Schumann; 20 травня 1888 — 22 вересня 1974) — німецький фізик, що передбачив існування резонансу Шумана, тобто явища появи стоячих електромагнітних хвиль низьких і наднизьких частот в атмосфері (між поверхнею Землі та іоносферою).

## Біографія
Вінфрід Шуман народився 20 травня 1888 року в Тюбінгені, Німеччина. Його батько за спеціальність физик і хімік. Ранні роки Шумана пройшли в Касселі і в Берндорфі (австрійському місті неподалік Відня). Він навчався на відділенні електротехніки в технічному училищі в Карлсруе. У 1912 році Шуман отримав ступінь доктора за працю, що описувала високовольтні технології.
До Першої світової війни, він керував високовольтною лабораторією Браун Бовері і Ко. У 1920 році Вінфрід Шуман став професором Штутгартського університету, де він раніше працював як науковий співробітник. Згодом він зайняв посаду професора фізики в Єнському університеті. У 1924 році Шуман призначений професором і директором Електрофізичної лабораторії в Мюнхенському технічному університеті.
Відвідував Америку в рамках операції «Скріпка». У 1947—1948 роках працював на базі ВПС США Райт-Паттерсон у штаті Огайо. Потім повернувся на свою звичну посаду до Мюнхену. Мюнхенська лабораторія стала згодом Електрофізичним інститутом, де Шуман продовжував працювати до відходу від активних досліджень у 1961 році (у віці 73 років). Він продовжував викладати впродовж наступних двох років.
Вінфрід Шуман помер 22 вересня 1974 року в Мюнхені.

## Патенти
- U.S. Patent 2 297 256, Tube control, Winfried Otto Schumann, Sep 29, 1942.